# フサエリショウノガン

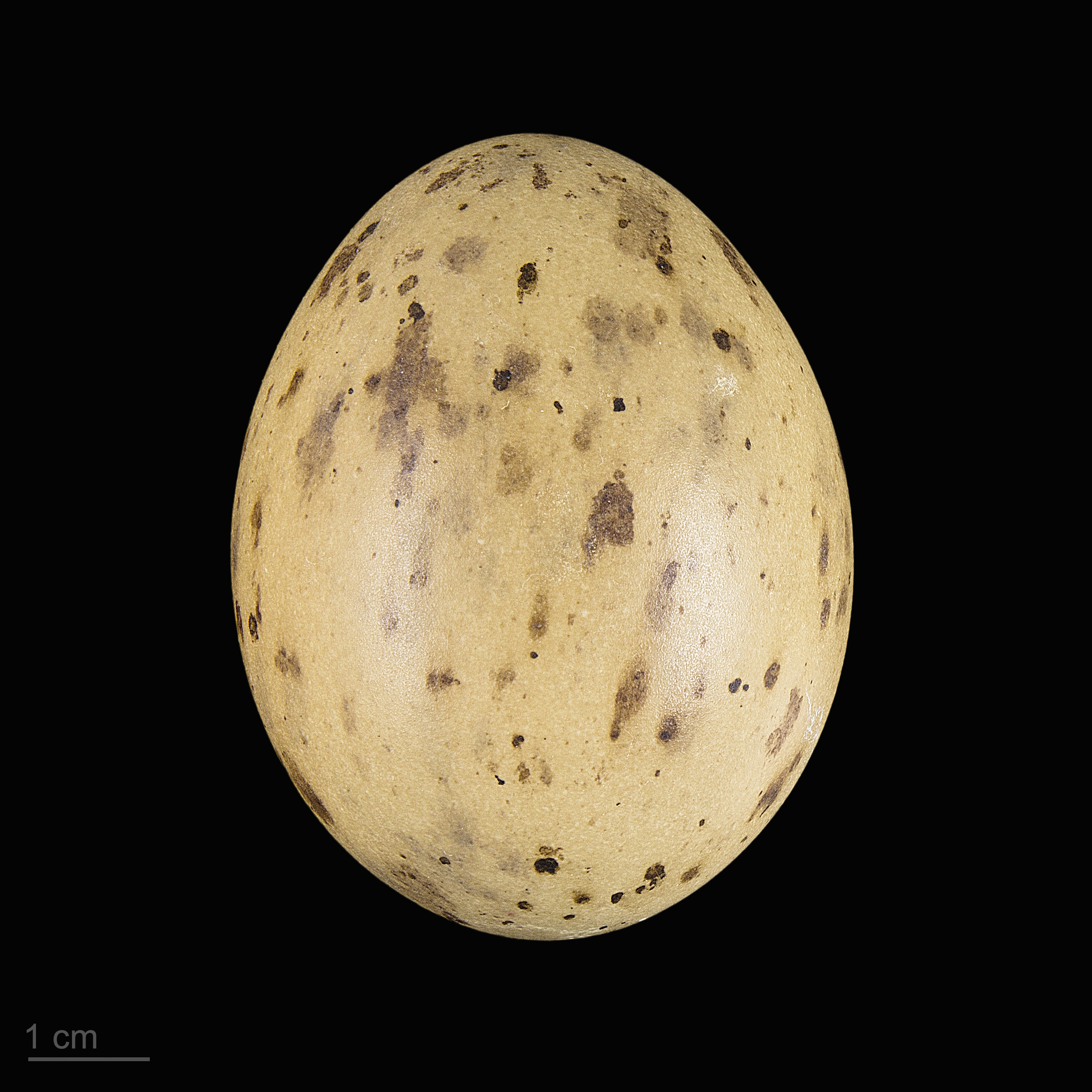
Chlamydotis undulata

フサエリショウノガン（房襟小野雁、Chlamydotis undulata）は、ツル目ノガン科に分類される鳥類の一種。

## 説明
フサエリショウノガンは中くらいのノガンよりも小さい。長さは55-65cmで、両翼の長さは135-170cmほどである。背は茶色く腹は白、首の横に黒い線がある。飛ぶと長い翼の大部分が黒と茶の羽毛であることが分かる。Macqueen's Bustardよりもわずかに小さく黒い。オスとメスは似ているが、メスはやや小さく背が灰色をしている。体重はオスで1.15-2.4kg、メスで1-1.7kgである。

## 分布
フサエリショウノガンはカナリア諸島、北アフリカ、イラン、サウジアラビア、インド、パキスタン、カザフスタン、中国、UAEにおいて目撃されている。砂漠や乾燥した砂地で済むのに広い土地で子を産む。

## 生態

### 繁殖
他のノガンと同じように、この種も頭の白い羽毛と喉を起こし頭を引く燃えるような求愛方法を持っている。2から4つの卵は地面に置かれる。殆ど鳴くことはない。

### 摂食
雑食で種や昆虫、他の小さな生き物を食べる。

## 人との関わり
アラビアではフサエリショウノガンは鷹匠に獲物として広く重宝されている。特にその肉は媚薬や利尿剤として用いられた。広まる狩猟と生息地の減少は著しく総数を減らした。狩猟権の分配はサウジアラビアとパキスタンとの間で外交問題を引き起こした。
代表的な保存活動計画はモロッコのアガディールとパキスタンのRahim Yar Khanに置かれている。国際的な保護と野生生物の繁栄を目指した基金はSultan, Crown Prince of Saudi Arabiaにより設立された。この計画はフサエリショウノガンの人工授精を使い、子どもは野生に放たれる。似たような計画が
ドバイとアブダビの王室の保護のもとUAEで進行中である。
パキスタンではフサエリショウノガンはバローチスターン州の州鳥とされている。鷹匠はパキスタンでは安全地帯が無くなったために殆ど見ることな無くなったというが、フサエリショウノガンは2011-2012年の間にも25の狩猟許可証が発行されており、毎年狩猟は続いている。許可証を持っていれば百羽までの狩猟が許されている。それらの許可証のほとんどは王族や支配者、勢力を持つ平民にアブダビやカタール、バーレーン、ドバイ、サウジアラビアなどのアラブ諸国から発行されている。
調査団は1998年から2001年において、中国で63%、カザフスタンで60%、オマーンで50%減ったとしている。